# Літинські Хутори
Лі́тинські Хутори́ (раніше Радянське) — село в Україні, у Літинській селищній громаді Вінницького району Вінницької області. Населення становить 376 осіб. До 2020 орган місцевого самоврядування — Соснівська сільська рада.

## Історія
11 червня 2016 року селу дали назву Літинські Хутори.
12 червня 2020 року, відповідно до Розпорядження Кабінету Міністрів України № 707-р «Про визначення адміністративних центрів та затвердження територій територіальних громад Вінницької області», увійшло до складу Літинської селищної громади.
19 липня 2020 року, в результаті адміністративно-територіальної реформи та ліквідації Літинського району, село увійшло до складу Вінницького району.

## Населення

### Мова
Розподіл населення за рідною мовою за даними перепису 2001 року:
| Мова       | Відсоток |
| ---------- | -------- |
| українська | 99,2%    |
| російська  | 0,8%     |

## Відомі люди
- Кіріс Василь Васильович (1966—2014) — український військовик, учасник російсько-української війни.